# Quasi-Park Narodowy Wybrzeża Okinawy
Quasi-Park Narodowy Wybrzeża Okinawy (jap. 沖縄海岸国定公園 Okinawa Kaigan Kokutei Kōen) – quasi-park narodowy na japońskiej wyspie Okinawa.
Park obejmuje teren zachodniego wybrzeża (kaigan) wyspy Okinawa w prefekturze Okinawa. 
Park jest klasyfikowany jako chroniący krajobraz (kategoria V) według Międzynarodowej Unii Ochrony Przyrody.
Obszar ten został wyznaczony jako quasi-park narodowy 15 maja 1972. Podobnie jak wszystkie quasi-parki narodowe w Japonii, jest zarządzany przez samorząd lokalny prefektury.
W 2014 roku z części Okinawa Kaigan Kokutei Kōen utworzono Park Narodowy Archipelagu Kerama (慶良間諸島国立公園, Kerama Shotō Kokuritsu Kōen – quasi-park narodowy na japońskiej wyspie Okinawa), obejmujący obszar na wyspach Kerama i wokół nich. Jest to grupa małych wysp na Morzu Wschodniochińskim, usytuowana w odległości ok. 40 km na zachód od głównej wyspy Okinawa. Archipelag Kerama jest popularnym celem wakacyjnym ze względu na białe, piaszczyste plaże i czyste, błękitne wody idealne do nurkowania. Od stycznia do marca można tam obserwować wieloryby. Dwie największe wyspy to Tokashiki i Zamami. 
W 2016 roku ponownie pomniejszono częściowo Okinawa Kaigan Kokutei Kōen, tworząc w regionie Yanbaru, na północy wyspy Okinawa Park Narodowy Yanbaru (やんばる国立公園, Yanbaru Kokuritsu Kōen). Ten nowy park narodowy obejmuje 13 622 ha lądu ziemi i 3670 ha morza. Jest siedliskiem dla rodzimych gatunków, w tym dla zagrożonych ptaków z rodziny chruścieli (Gallirallus okinawae) i dzięciołów (Dendrocopos noguchii). Występują tam różne rodzaje subtropikalnej roślinności, lasy namorzynowe i wapienne skały wyrzeźbione przez erozję fal morskich.